# Marek Papszun
Marek Papszun (Varsó, 1974. augusztus 8. –) lengyel labdarúgóedző. 2024 óta a Raków Częstochowa vezetőedzője.

## Pályafutása
Papszun Lengyelország fővárosában, Varsóban született.
2006-ban a Ząbkovia Ząbki edzője volt 2009 és 2016 között alacsonyabb osztályokban szereplő kluboknál töltött be edzői pozíciókat, így például vezette a GKP Targówek, a Łomianki és a Świt Nowy Dwór Mazowiecki, illetve kétszer a Legionovia Legionowo csapatát is. 2016-ban a harmadosztályú Raków Częstochowa vezetőedzője lett. A 2016–17-esben a másodosztályba, míg a 2018–19-es szezon ban az Ekstraklasába is feljutottak. 2021-ben és 2022-ben, egymás után kétszer megszerezték a lengyel kupa, illetve szuperkupa trófeáját. A 2022–23-as idényben, először a klub történelme során megnyerték a bajnokságot.
Összefoglaló, az információ eredete:

## Sikerei, díjai

### Edzőként
Raków Częstochowa
- II Liga
  - Feljutó (1): 2016–17

- I Liga
  - Feljutó (1): 2018–19

- Ekstraklasa
  - Bajnok (1): 2022–23
  - Ezüstérmes (2): 2020–21, 2021–22

- Lengyel Kupa
  - Győztes (2): 2020–21, 2021–22
  - Döntős (1): 2022–23

- Lengyel Szuperkupa
  - Győztes (1): 2021, 2022

Egyéni
- Az Év Lengyel Edzője: 2020, 2021, 2022
- Ekstraklasa – A Szezon Edzője: 2020–21, 2022–23
- I Liga – A Szezon Edzője: 2017–18, 2018–19
- II Liga – A Szezon Edzője: 2012–13, 2016–17
- Ekstraklasa – A Hónap Edzője: 2020: október; 2021: április, május; 2022: február, március, október, november; 2023: február, március